# Bryden Hattie
Bryden Robert Hattie (Victoria, 7 settembre 2001) è un tuffatore canadese.

## Biografia
È allenato da Tommy McLeod. Ha frequentato la Claremont High School, e dal 2020 studia pubblicità e business all'Università del Tennessee.
Nel maggio 2022 è diventato campione canadese nei tuffi dal trampolino di 3 metri,3 e il mese successivo ha vinto la medaglia d'oro con Margo Erlam nel sincr misto 10 metri al FINA Grand Prix di Calgary.
E' apertamente gay; ai Giochi del Commonwealth di Birmingham 2022, ha fatto parte della Pride House allestita per accogliere gli atleti LGBT. Ai Giochi Panamericani del 2023 a Santiago del Cile, ha guadagnato popolarità grazie ai suoi video sui social media - in particolare su TikTok - alcuni dei quali vedevano la partecipazione del tuffatore americano Tyler Downs.

## Palmarès
| Anno | Manifestazione            | Sede         | Evento          | Risultato         | Prestazione | Note |
| ---- | ------------------------- | ------------ | --------------- | ----------------- | ----------- | ---- |
| 2018 | Giochi olimpici giovanili | Buenos Aires | Trampolino 3m   | 8º                | 504,50 p.   |      |
| 2018 | Giochi olimpici giovanili | Buenos Aires | Piattaforma 10m | 9º                | 439,85 p.   |      |
| 2018 | Giochi olimpici giovanili | Buenos Aires | Squadra mista   | 5º                | 340,50 p.   |      |
| 2018 | Giochi del Commonwealth   | Gold Coast   | Piattaforma 10m | 6º                | 369,21 p.   |      |
| 2019 | Mondiali                  | Gwangju      | Piattaforma 10m | 20º (preliminare) | 379,30 p.   |      |
| 2022 | Mondiali                  | Budapest     | Trampolino 3m   | 22º (preliminare) | 360,00 p.   |      |
| 2022 | Giochi del Commonwealth   | Birmingham   | Trampolino 1m   | 8º                | 350,05 p.   |      |
| 2022 | Giochi del Commonwealth   | Birmingham   | Trampolino 3m   | 9º                | 373,70 p.   |      |
| 2022 | Giochi del Commonwealth   | Birmingham   | Sincro 3m       | 6º                | 288,60 p.   |      |
| 2023 | Mondiali                  | Fukuoka      | Trampolino 1m   | 28º (preliminare) | 311,30 p.   |      |
| 2023 | Mondiali                  | Fukuoka      | Trampolino 3m   | 43º (preliminare) | 326,30 p.   |      |